# Estrilda
Estrilda és un gènere d'ocells de la família dels estríldids (Estrildidae). La major part del gènere es troba a l'Àfrica, amb una espècie, el bec de cera àrab, que s'estén fins a Àsia.

## Taxonomia
El gènere Estrilda va ser descrit el 1827 pel naturalista anglès William Swainson amb l'estrilda d'Aràbia com a espècie tipus.
El nom del gènere prové d'astrild, l'epítet específic del bec de coral del Senegal introduït per Carl Linnaeus el 1758.
Anteriorment, el bec de coral d'Abissínia (Estrilda ochrogaster) era considerat espècie de ple dret però les característiques del plomatge que defineixen aquest tàxon no són significativament diferents de les de la subespècie nominal (E. paludicola) ni de les altres subespècies dins d'aquest complex (del Hoyo & Collar 2016; HBW/BirdLife).
Segons la Classificació del Congrés Ornitològic Internacional (versió 15.1, 2025) aquest gènere està format per 11 espècies:
- Estrilda nonnula - estrilda monja.
- Estrilda atricapilla - estrilda de capell.
- Estrilda kandti - estrilda de Kandt.
- Estrilda melpoda - bec de coral de galtes taronja.
- Estrilda poliopareia - bec de coral d'Anambra.
- Estrilda paludicola - bec de coral d'aiguamoll.
- Estrilda astrild - bec de coral del Senegal.
- Estrilda nigriloris - bec de coral del Congo.
- Estrilda troglodytes - bec de coral cuanegre.
- Estrilda rhodopyga - estrilda de carpó roig.
- Estrilda rufibarba - estrilda d'Aràbia.

## Caràcter invasor a Catalunya
Algunes espècies es tenen com a mascotes i s'han introduït accidentalment a diverses parts del món. Aquest és el cas dels Estrilda que a causa del seu potencial colonitzador i constituir una amenaça greu per a les espècies autòctones, els hàbitats o els ecosistemes, totes les espècies i subespècies estan incloses en la Llista d'espècies exòtiques invasores regulada pel Reial Decret 630/2013 de la Generalitat de Catalunya. A Catalunya s'ha detectat les espècies Estrilda astrild (invasora), E. troglodytes (estable) i E. melpoda (presència irregular).
En concret, el bec de coral del Senegal va ser introduït a Portugal i des d'allí ha arribat a altres llocs d'Europa sud-occidental, incloent-hi els Països Catalans.